# Calomnion
Calomnion, rod pravih mahovina nedkada smješten u vlastitu porodicu Calomniaceae, danas je dio porodice Rhizogoniaceae, red Rhizogoniales.
Porodica Calomniaceae je opisana 1899. Postoji nekoliko vrsta.

## Sinonimi
- Calomniaceae Kindb.